# 上狛站
上狛站（日语：／ Kamikoma eki */?）位于京都府木津川市山城町上狛，是西日本旅客铁道（JR西日本）奈良线的鐵路車站。

## 历史
- 1902年5月3日 - 作为奈良铁道车站开业。
- 1905年2月7日 - 经过并购，成为关西铁道车站。
- 1907年10月1日 - 关西铁道国有化。
- 1909年10月12日 - 线路名称制定，成为奈良线车站。
- 1987年4月1日 - 国铁分割民营化后成为JR西日本车站。
- 2003年11月1日 - 支持使用ICOCA[2]。
- 2018年3月12日 - 开始使用车站编号[3]。

## 车站结构
本站為侧式站台2台2线地上车站，也是由宇治站管理的业务委托站。本站可使用ICOCA。

### 月台配置
| 月台 | 路線   | 方向 | 目的地         |
| ---- | ------ | ---- | -------------- |
| 1、2 | 奈良線 | 上行 | 宇治、京都方向 |
| 1、2 | 奈良線 | 下行 | 木津、奈良方向 |

## 使用情况
此站是奈良線内客流量最少的车站。根据京都府統計书，1日平均上車人次如下表。
| 年度   | 一日平均 上車人次 |
| ------ | ----------------- |
| 1999年 | 597               |
| 2000年 | 562               |
| 2001年 | 515               |
| 2002年 | 471               |
| 2003年 | 463               |
| 2004年 | 463               |
| 2005年 | 460               |
| 2006年 | 460               |
| 2007年 | 468               |
| 2008年 | 468               |
| 2009年 | 452               |
| 2010年 | 433               |
| 2011年 | 448               |
| 2012年 | 427               |
| 2013年 | 430               |
| 2014年 | 416               |
| 2015年 | 410               |
| 2016年 | 397               |
| 2017年 | 397               |

## 相鄰車站
西日本旅客鐵道
 奈良線
■都路快速、■快速
通過
■區間快速、■普通
棚倉（JR-D17）－上狛（JR-D18）－木津（JR-D19）

## 外部連結
- 上狛｜車站資訊：JR出門網 - 西日本旅客鐵道